# Стад Ел Мензах
„Стад Ел Мензах“ е мултифунционален стадион в гр. Тунис, Тунис.
Стадионът първоначално е иползван за футболни мачове, макар че понякога се ползва и за лека атлетика. Съоръжението е построено като главно седалище на спортния комплекс „Ел Мензах“, който се намира на север от Тунис.
Стадионът е домакин през 1977 година за Младежката футболна купа. На стадионъа също така са изнасяли концерти Майкъл Джаксън през 1996 година и Марая Кери през 2006 година.